# Errenteria
Errenteria (tiếng Basque: Errenteria/Orereta, tiếng Tây Ban Nha: Rentería) là một thị trấn toạ lạc tại tỉnh Gipuzkoa của Xứ Basque, miền bắc Tây Ban Nha, gần biên giới với Pháp.

## Các khu vực bên trong
- Agustinak/Agustinas
- Alaberga
- Beraun
- Kaputxinoak/Capuchinos
- Etxe Berriak/Casas Nuevas
- Gaztaño
- Erdialdea/Centro
- Fanderia
- Gabierrota
- Galtzaraborda
- Iztieta
- Lartzabal
- Listorreta
- Olibet - Ugarritze
- Ondartxo
- Perurena
- Pontika
- Zamalbide